# Leonard Gribble
Œuvres principales
- Meurtre au stade Arsenal (1939)

Leonard Gribble, né à Londres le 1er février 1908 et mort le 27 septembre 1985, est un auteur britannique de roman policier et de roman d'espionnage.

## Biographie
Conseiller littéraire de plusieurs éditeurs, il participe à l'écriture de nombreuses émissions de la BBC.
Son premier roman policier, Station no 4 paraît en 1929.  Au cours de sa longue carrière littéraire, il publie plus de deux cents livres, parus sous son nom et sous une kyrielle de pseudonymes.
De cette vaste production se détachent la trentaine de romans policiers, signés Leonard Gribble, dont le héros est l'inspecteur Anthony Slade de Scotland Yard.  Bien que toutes situées en Angleterre, les enquêtes de l'inspecteur Slade concernent la lutte contre des criminels professionnels, des cartels du crime et des bandes organisées qui les rapprochent un peu plus du roman noir américain que du whodunit anglais en vogue dans les années 1930 en Angleterre, alors que paraissent les romans les plus célèbres d'Agatha Christie et de Dorothy Sayers.  Le souci de réalisme de Leonard Gribble lui vient en partie de sa connaissance du milieu.  Sa vie durant, il entretient des liens amicaux avec bon nombre des meilleurs limiers du Yard.  En marge de ses œuvres de fiction, il raconte d'ailleurs, dans une série d'ouvrages au style dépouillé, de réelles enquêtes policières et des causes judiciaires célèbres.
De la série des « Slade », Meurtre au stade Arsenal (The Arsenal Stadium Mystery) fait l'objet d'une adaptation cinématographique par Thorold Dickinson en 1939, un film considéré comme le premier à conjuguer le milieu du sport à une intrigue policière.   
Avec John Creasey, Leonard Gribble est l'un des membres fondateurs de la Crime Writers' Association en 1953.

## Œuvre

### Romans policiers

#### SérieAnthony Slade
- The Case of the Marsden Rubies (1929) Publié en français sous le titre Station no 4, Paris, Librairie des Champs-Élysées, Le Masque no 285, 1939
- The Gillespie Suicide Mystery (1929)
- The Grand Modena Murder (1930)
- Is this Revenge ? ou The Serpentine Murder (1931)
- The Stolen Home Secretary ou The Stolen Statesman (1932)
- The Secret of Tangles (1933) Publié en français sous le titre Appel du bureau central, Paris, Librairie des Champs-Élysées, Le Masque no 250, 1938
- The Yellow Bungalow (1933)
- The Riddle of the Ravens (1934)
- Mystery at Tudor Arches (1935)
- The Case of the Malverne Diamonds (1936)
- Riley of the Special Branch (1936)
- Who Killed Oliver Cromwell? (1937)
- The Case Book of Anthony Slade (1937), recueil de nouvelles
- Tragedy in E Flat (1938) Publié en français sous le titre Appartement « E », Paris, Librairie des Champs-Élysées, Le Masque no 417, 1952 ; réédition, Paris, Librairie des Champs-Élysées, Le Club des Masques no 196, 1974
- The Arsenal Stadium Mystery (1939) Publié en français sous le titre Meurtre au stade d'Arsenal, Paris, Librairie des Champs-Élysées, Le Masque no 443, 1953 ; réédition, Paris, Librairie des Champs-Élysées, Le Club des Masques no 209, 1974
- Atomic Murder (1947)
- Hangman's Moon (1950) Publié en français sous le titre Ce que femme veut, Paris, Librairie des Champs-Élysées, Le Masque no 803, 1963
- They Kidnapped Stanley Matthews (1950)
- The Frightened Chameleon (1950) Publié en français sous le titre L'Homme au bec de lièvre, Paris, Librairie des Champs-Élysées, Le Masque no 505, 1955
- The Glass Alibi (1952) Publié en français sous le titre Alibi fragile, Paris, Librairie des Champs-Élysées, Le Masque no 476, 1954
- The Velvet Mask (1952)
- Murder Out of Season (1952) Publié en français sous le titre Bill aime Aimy, Paris, Librairie des Champs-Élysées, Le Masque no 501, 1955
- She Died Laughing (1953) Publié en français sous le titre Morte en riant, Paris, Librairie des Champs-Élysées, Le Masque no 525, 1955
- The Inverted Crime (1954) Publié en français sous le titre Le Bois du coucou, Paris, Librairie des Champs-Élysées, Le Masque no 570, 1957 ; réédition, Paris, Librairie des Champs-Élysées, Le Club des Masques no 214, 1974
- Death Pays the Piper (1956) Publié en français sous le titre Slade marque les coups, Paris, Librairie des Champs-Élysées, Le Masque no 609, 1958
- Superintendent Slade Investigates (1956), recueil de nouvelles
- Stand-In for Murder (1957) Publié en français sous le titre L'inspecteur Slade est dans le noir, Paris, Librairie des Champs-Élysées, Le Masque no 663, 1959
- Don't Argue with Death (1959) Publié en français sous le titre On ne badine pas avec la mort, Paris, Librairie des Champs-Élysées, Le Masque no 704, 1960 ; réédition, Paris, Librairie des Champs-Élysées, Le Club des Masques no 224, 1974
- Wantons Die Hard (1961) Publié en français sous le titre Que craignez-vous, Stella ?, Paris, Librairie des Champs-Élysées, Le Masque no 771, 1962
- Heads You Die (1964) Publié en français sous le titre Que vient faire ce chien ?, Paris, Librairie des Champs-Élysées, Le Masque no 834, 1964
- The Violent Dark (1965) Publié en français sous le titre Champagne brut pour Slade, Paris, Librairie des Champs-Élysées, Le Masque no 900, 1966
- Strip Tease Macabre (1967) Publié en français sous le titre Le Quatrième Visiteur, Paris, Librairie des Champs-Élysées, Le Masque no 1021, 1968
- A Diplomat Dies (1969) Publié en français sous le titre À vous de chanter, excellence, Paris, Librairie des Champs-Élysées, Le Masque no 1119, 1970
- Alias the Victim (1971)

#### Autres romans
- The Death Chime (1934)
- Mystery Manor (1951)
- Murder Mistaken (1953) en collaboration avec Janet Green Publié en français sous le titre Mirage dangereux, Paris, Gallimard, Panique no 7, 1963
- Sally of Scotland Yard (1954), en collaboration avec Geraldine Laws Publié en français sous le titre Sally de Scotland Yard, Paris, Librairie des Champs-Élysées, Le Masque - Espionnage no 2, 1956
- Programmed for Death (1973)
- You Can't Die Tomorrow (1975)
- Midsummer Slay Ride (1976)
- Crime on Her Hands (1977)
- Death Needs No Alibi (1979)
- Dead End in Mayfair (1981)
- The Dead Don't Scream (1983)

#### SériePaul Irvingsignée Leo Grex
- The Tragedy at Draythorpe Hutchinson (1931)
- The Lonely Inn Mystery (1933)
- The Madison Murder (1933)
- Murder in the Sanctuary (1934)
- Stolen Death (1936) Publié en français sous le titre La Mort volée, Paris, Librairie des Champs-Élysées, Le Masque no 302, 1940
- The Carlent Manor Crime (1939)
- Ace of Danger (1952)

#### Autres romans signés Leo Grex
Note : L'éditeur français coiffe les traductions des romans ci-dessous du nom de Leonard Gribble.
- The Nightborn (1931)
- The Man from Manhattan (1934)
- Crooner's Swan Song (1935)
- Transatlantic Trouble (1937)
- The Black-Out Murders (1940)
- The Stalag Mites (1947)
- King Spiv (1948)
- Crooked Sixpence (1949) Publié en français sous le titre Le Chien truqué, Paris, Librairie des Champs-Élysées, Le Masque no 440, 1953
- Thanks for the Felony (1958)
- Larceny in Her Heart (1959)
- Terror Wears a Smile (1962)
- The Brass Knuckle (1964)
- Violent Keepsake (1967)
- Hard Kill (1969)
- Kill Now - Pay Later (1971) Publié en français sous le titre Tuez mais payez, Paris, Librairie des Champs-Élysées, Le Masque no 1215, 1972
- Die as in Murder (1974)
- Death Throws No Shadow (1976)
- Mix Me a Murder (1978)
- Hot Ice (1983)

#### SérieSuperintendant Frank Drurysignée Piers Marlowe
- The Dead Don't Scare (1953)
- The Men in Her Death (1964)
- Promise to Kill (1965)
- A Knife for Your Heart (1966)
- Hire Me a Hearse (1968)

#### SérieDouble Thriteensignée Piers Marlowe
- The Double Thirteen (1947)
- Loaded Dice (1949)

#### Autres romans signés Piers Marlowe
- Demon in the Blood (1955)
- Cash My Chips, Croupier (1969)
- Killer in the Shade (1973)

#### SérieSally et Howard Digburnsignée Bruce Sanders
Note : L'éditeur français coiffe les traductions de ces romans du nom de Leonard Gribble.
- Secret Dragnet (1956)
- Never Kill a Ghost (1956) Publié en français sous le titre Sally et la Brigade fantôme, Paris, Librairie des Champs-Élysées, Dossiers secrets no 133, 1956
- To Catch a Spy (1958) Publié en français sous le titre Amour et Espionnage, Paris, Librairie des Champs-Élysées, Le Masque - Espionnage no 11, 1959
- Code of Dishonour (1961) Publié en français sous le titre Sally revient, Paris, Librairie des Champs-Élysées, coll. Service Secret, 1965
- Feminine for Spy (1960) Publié en français sous le titre Sally n'y comprend rien, Paris, Librairie des Champs-Élysées, Le Masque no 967, 1967

#### Autres romans signés Bruce Sanders
- Bombers Fly East (1944)
- Tawny Menace (1945)
- Deadly Jade (1950)
- Madame Bluebeard: A Case for Anatole Fox (1951)
- Kiss for a Killer (1953)
- Midnight Hazard (1955)
- Murders Behind the Bright Lights (1958)
- Murder in Lonely Places (1960)
- Murder in Big Cities (1962)

#### Romans signés Dexter Muir
- The Pilgrims Meet Murder (1948)
- The Speckled Swan (1949)
- Rosemary for Death (1953) Publié en français et signé Leonard Gribble sous le titre Trois balles pour Rosemary, Paris, Éditions des Loisirs, Le Yard no 58, 1963

#### Romans signés Sterry Browning
- Crime at Cape Folly (1951)
- Sex Marks the Spot (1954)

#### Roman signé Louis Grey
- The Signet of Death (1934)

### Recueil de nouvelles
- The Velvet Mask, and Other Stories (1952)

### Ouvrages de criminologie

#### Signés Leonard Gribble
- Famous Feats of Detection and Deduction (1933)
- Great Detective Feats (1946)
- Famous Manhunts: A Century of Crime (1954)
- Triumps of Scotland Yard (1955)
- Famous Judges and Their Trials: A Century of Justice (1957)
- Great Detectives Exploits (1958)
- Stories of Famous Detectives (1963)
- They Challanged the Yard (1963)
- Great Manhunts of the Yard (1966)
- Famous Stories of Police and Crime (1968)
- Famous Historical Mysteries (1969)
- Famous Detectives Feats (1971)
- More Famous Historical Mysteries (1972)
- Famous Stories of the Murder Squad (1974)
- Famous Mysteries of Modern Times (1976)
- Famous Mysteries of Detection (1976)
- Crime Stranger than Fiction (1981)
- Mysteries Behind Notorious Crimes (1984)

#### Signés Leo Grex
- Murder Stranger than Fiction (1975)
- Detection Stranger than Fiction (1977)
- These Crimes Made Headlines (1980)
- Strange Than Fiction Mysteries (1985)

#### Signés Bruce Sanders
- True Escape Stories (1959)
- They Couldn't Lose the Body (1966)
- They Caught These Killers (1968)
- The Cumbersome Corpse: True Stories of Murderers Who Couldn't Get Ride of the Body (1995), ouvrage posthume

## Adaptations cinématographiques
- 1939 : Inspector Hornleigh on Holiday, film britannique réalisé par Walter Forde, avec Gordon Harker dans le rôle de l'inspecteur Hornleigh
- 1939 : The Arsenal Stadium Mystery, film britannique réalisé par Thorold Dickinson, adaptation du roman de même nom, avec Leslie Banks dans le rôle de l'inspecteur Anthony Slade
- 1943 : Death by Design, film britannique réalisé par Germain Burger, avec John Longden dans le rôle de l'inspecteur Anthony Slade

## Sources
- Jacques Baudou et Jean-Jacques Schleret, Le Vrai Visage du Masque, vol. 1, Paris, Futuropolis, 1984, 476 p. (OCLC 311506692), p. 227-228.
- Anne Martinetti, "Le Masque" : histoire d'une collection, Amiens, Encrage, coll. « Références » (no 3), 1997, 143 p. (ISBN 978-2-906389-82-3), p. 74-75.
- Claude Mesplède (dir.), Dictionnaire des littératures policières, vol. 1 : A - I, Nantes, Joseph K, coll. « Temps noir », 2007, 1054 p. (ISBN 978-2-910686-44-4, OCLC 315873251), p. 893-894.